# 甄子菁
甄 子菁（クリス・イェン、Chris Yen/Yen Chi Ching、1974年8月4日 - ）はアメリカ合衆国の女優。ドニー・イェン（甄子丹）の実妹。

## プロフィール
生後まもなく家族と共にアメリカ、ボストンに移住。母は「傅式太極拳」直系の弟子で、「中華武術研究所(Chinese Wushu Research Institute)」「麥寶嬋太極協會(Bow Sim Mark Tai Chi Arts Association)」創始者として知られる著名武術家・麦宝嬋(マク・ボウシム）、父は香港の新聞社・星島日報ボストン支局の編集員であった甄雲龍（クライスラー・イェン）。香港のアクション監督でありアクション俳優であるドニー・イェンは実兄。
4歳より母から武術を習い、5歳から父にピアノを習った。1985年には中国西安にて開かれた第一回国際武術大会に最年少として出場。
女子長拳で第3位、女子の部総合3位となる。
子役としてユエン・ウーピン監督の1986年公開作「キョンシー・キッズ 精霊道士」に出演。その後は学業を優先させ芸能活動をすることはなく、母のもとで稽古を重ね武術隊の一員としてデモンストレーションを行う休日を送る。
ハイスクールに進学すると武館には近寄らなくなりバレーボールに勤しむなど武術とは離れた生活を過ごした。
後にボストン大学に進学し心理学と経済統計学を専攻。卒業後はシンガポールにて広告代理店の仕事に就く。
2001年、兄のアメリカ進出に伴いスタッフとして働き始める。当初はマネージャーのような形であった。ロサンゼルス、プラハ、日本、香港と、この時期彼と行動をともにすることにより、それまで離れ離れだった兄妹は初めて互いを知るようになったという。最初に現場に関わったのは、ドニーがアクション監督を担当した日本映画『修羅雪姫』。主演女優釈由美子のトレーニングを手伝った。この撮影現場での様々な経験はクリスにとって非常に興味深く、また自分が動けるという認識を持つことにも繋がり、後の人生を決定づけることになる。続けて谷垣健治監督、下村勇二アクション監督の『隠忍術　しのび』『 隠忍術～しのび～・弐』にも参加。 
2003年にはジェイ・チョウのMV『雙刀』でドニーのアクションチームの一人であるジョン・サルヴィッティ（John Salvitti）のアシスタントとして武術指導に携わり、兄ドニー・イェンが共同監督兼アクション監督を務めた2004年公開の「ツインローズ」においてアクション女優として再デビュー。劇中で手にしたヌンチャクについては、1週間の練習期間しかなくDVD『死亡遊戯』のブルース・リーをスーパースローで再生しお手本にしたと語っている。しかし出演後は香港に残らず、人生の大半をアメリカで過ごしたことや言語や文化的な要素も鑑みて、慣れ親しんだ故郷アメリカで女優の道へと進んだ。
アメリカに戻ってからは『ソード・レジェンド　失われたドラゴンの剣』をはじめとするアクション映画やドラマに出演、女優業の傍ら自らの制作会社「KORE8 FILMS」を設立。またファッションデザイナーとしてアパレルブランド「Chris Yen Fusion」を発表している。
2016年には、ドニーとともに香港でのイベントに出席。そこで兄の経営する事務所に加入、香港映画界に復帰することを明らかにした。
また同年、74歳でセミリタイアした母から、武館を長年の弟子であるJean Lukitshとともに任されたと報道されている。

## 出演作品

### 映画
- 「キョンシー・キッズ 精霊道士」 精霊寳寳 (1986年)
- 「ツインローズ」 見習黑玫瑰 (2004年)
- 「ソード・レジェンド　失われたドラゴンの剣」 Adventure of Johnnytao (2007年)
- 「A Good Day to Be Black & Sexy（原題）」 (2008年)
- 「ゴートゥーヘル」 Give 'em Hell, Malone (2009年)

### TVドラマ
- 「Rockville CA（原題）」(2009年)

## その他
- 「修羅雪姫」（2001年） -　アシスタント
- 「隠忍術　しのび」（2002年） - アシスタント
- 「隠忍術～しのび～・弐」（2002年） - アシスタント
- ジェイ・チョウ「雙刀」MV（2003年) - アシスタント・スタント・コーディネーター
- 「シャンハイ・ナイト」 (2003年） - アシスタント
- 「鬼武者3」（PS2用ゲーム、2004年） - アシスタント